# Domine
Domine es una banda de heavy metal que inició sus actividades a mediados de los años 80 en Florencia (Italia). Fundada por los hermanos Paoli, Enrico y Riccardo, la banda grabó cuatro cintas de demo y pronto consiguió múltiples entrevistas y reportajes en muchos fanzines y revistas de todo el mundo antes de lanzar su primer álbum, Champion Eternal.
La banda fue comparada con Manowar, Queensrÿche, Warlord, Omen, Helstar, Candlemass y Iron Maiden. Fue elegida por votación entre las mejores bandas italianas debutantes en todas las revistas de metal del país y llegó a alcanzar el tercer puesto como mejor nuevo grupo en las votaciones entre los lectores de Greek Metal Hammer (justo después de Hammerfall y de Rhapsody of Fire).
Tras la salida de su primer álbum, Domine realizó algunas giras, destacando su actuación en el Festival de Dioses del Metal Italianos, en Milán y su gira como teloneros de Rip y Grave Digger por toda Italia.
En su primer álbum, la banda estableció ya las bases de su estilo personal con canciones metal de carácter épico, como "Stormbringer (The Black Sword)", "Army of The Dead", "The Mass Of Chaos" y "The Midnight Meat Train", a la vez que creaba estructuras de carácter progresivo, como en "The Eternal Champion", una composición de 12 minutos de duración dividida en siete partes.
La peculiaridad de Domine entre las bandas de heavy metal es que la mayoría de sus álbumes están inspirados por la serie de novelas de Eternal Champion, de Michael Moorcock, especialmente la saga de Elric of Melniboné, y por las novelas de Conan el Bárbaro, de Robert E. Howard.

## Miembros
- Morby (Adolfo Morviducci) - voz
- Enrico Paoli - guitarra
- Riccardo Paoli - bajo
- Riccardo Iacono- teclados
- Stefano Bonini - batería

## Discografía
- Champion Eternal (1997)
- Dragonlord (1999)
- Strombringer Ruler (2001)
- Emperor of the Black Runes (2003)
- Ancient Spirit Rising (2007)